# Dikesare
Dikesare is een bestuurslaag in het regentschap Lembata van de provincie Oost-Nusa Tenggara, Indonesië. Dikesare telt 408 inwoners (volkstelling 2010).